# Echte Kerle (Band)
Die Musikgruppe Echte Kerle ist eine deutsche A-cappella-Band, die überwiegend eigene deutsche Kompositionen singt. Gelegentlich singen sie ein Cover oder unterlegen ein Original mit einem neuen Text. Gegründet wurde die Band im Jahr 2002 in Kassel.

## Allgemein
Die Echten Kerle sind Studenten und ehemalige Studenten des Fachbereichs Musik an der Universität Kassel. Dort haben sie sich ein individuelles Profil erarbeitet, das nun zu den unterschiedlichen Stilrichtungen dieses A-Cappella-Ensembles beiträgt. Ihre Lieder bewegen sich zwischen Sozial- und politischem Kabarett, Comedy und eingängiger Popliteratur.
Beim internationalen A-cappella-Wettbewerb vokal.total.2004 in Graz gewannen sie den Ward Swingle Silver Award.

## Mitglieder
- Peter Scholz (* 20. Juli 1976 in Fulda) ist hoher Tenor. Er arbeitet als Musikproduzent in Fulda und ist unter anderem für Bonifatius – Das Musical (Musical des Jahres 2005) und Elisabeth – Die Legende einer Heiligen verantwortlich.[1]
- Frank Lötzer (* 18. März 1967 in Bad Arolsen) ist zweiter Tenor, Texter und Liedkomponist der meisten Lieder. Außerdem trägt er in vielen Liedern die Mouth Percussion bei.
- Mirko Moeller (* 20. September 1977 in Fulda) ist Bariton. Er arrangiert die meisten Lieder der Band.[2]
- Axel Fink (* 24. Oktober 1967 in Wiesbaden als Michael Fink) ist zweiter Bariton und kümmert sich um die passende Choreografie.
- Björn Schmidt (* 22. Mai 1976 in Kassel) ist der Bass.

## Diskografie
- Im Jahr 2003 erschien die Maxi Kassel, eine Hommage an ihre Heimatstadt, auf der als Bonus-Track noch das Lied Teppich hinzugefügt wurde.
- Im Mai 2005 wurde das Album Alles was du willst mit 13 deutschen Eigenkompositionen veröffentlicht. Sie umfasst als europaweite Neuheit ein zehnseitiges Digi-Pac.
- Der Uni Kassel Song, eine Auftragskomposition für die Universität Kassel, wurde im Februar 2006 im Rahmen einer Maxi-CD mit drei weiteren Liedern publiziert.[3]
- Am 19. Juni 2009 erschien das Album Damensauna.